# Paralepidotus ornatus
Paralepidotus ornatus es una especie fósil de pez actinopterigio de la familia Callipurbeckiidae (orden Ginglymodi) y único miembro del género Paralepidotus. Se conoce por restos fósiles hallados en Austria, Francia e Italia. Existen además restos hallados en Polonia, Arabia Saudita y Estados Unidos asignados al género Paralepidotus pero no se ha determinado la especie.

## Taxonomía
Fue descrita por Stolley (1919) sobre la base de material recolectado en Tirol (Austria) bajo el nombre de Colobodus elongatus. Posteriormente,Hornung et al. (2019) la reclasificó al género Paralepidotus y la incluyó dentro de la familia Callipurbeckiidae.
Dada su historia taxonómica, esta especie cuenta con los siguientes sinónimos:
- Colobodus elongatus Gorjanovic-Kramberger, 1905
- Colobodus ornatus (Agassiz, 1843)
- Lepidotus ornatus Agassiz, 1843 (combinación original)
- Heterolepidotus parvulus Gorjanovic-Kramberger, 1905
- Lepidotus acutirostris Costa, 1853
- Lepidotus spinifer Bellotti, 1857
- Lepidotus triumplinorum de Zigno, 1891
- Semionotus curtulus Costa, 1853